# Hulu (entreprise)
Pour les articles homonymes, voir Hulu.
Hulu (/ˈhuːluː/) est une plateforme en ligne de vidéo à la demande par abonnement, qui propose du contenu cinématographique et audiovisuel.
Le site était une entreprise commune de The Walt Disney Company, 21st Century Fox, Comcast avec 30 % chacun et WarnerMedia (AT&T) avec 10 %. Néanmoins, en 2019, avec la finalisation du rachat de la Fox par Disney et la vente de la participation d'AT&T, Disney est devenu majoritaire avec 66 % des parts. À la suite de cela, Comcast accepte de laisser le contrôle complet du service à Disney et devient seulement un partenaire silencieux.
Au sein de Disney, Hulu est rattaché à la division Walt Disney Direct-to-Consumer and International aux côtés des autres services de vidéo à la demande par abonnement de l'entreprise : Disney+ et ESPN+, avec lesquels il est également proposé en package.
A partir de fin 2025, le service Hulu va être déployé à l'international en remplaçant le service Star sur la plateforme Disney+.

## Historique

### 2007-2018: Développement
Le partenariat entre 21st Century Fox, NBCUniversal et WarnerMedia (AT&T) a été annoncé en mars 2007 et le nom « Hulu » a été choisi à la fin août 2007, lorsque le site a été lancé. Providence Equity Partners a également investi 100 millions de dollars pour une participation de 10 % dans l'entreprise.
À partir d'octobre 2007, le site est en version bêta. Au cours de cet essai, des coupures de trente secondes de publicité sont insérées dans les programmes au lieu des trois minutes annoncées pour la version définitive.
Le 30 avril 2009, ABC (Disney) a annoncé prendre une participation de 27 % dans la société. Le partenariat avec ABC, annoncé en avril 2009, a été officialisé le 6 juillet 2009 avec la première diffusion d'une production d'ABC, un épisode de Grey's Anatomy (ou Dr Grey, leçons d'anatomie au Québec) sur le site d'Hulu.
Le 21 décembre 2010, Hulu déclare qu'elle renonce à une introduction en bourse. Le 27 avril 2012, Disney et News Corp annoncent vouloir acheter la participation de Providence Equity pour environ 200 millions de dollars. Le 14 octobre 2012, le fonds Providence vend sa participation de 10 % dans Hulu pour 200 millions de dollars. Les parts des autres actions ont augmenté en conséquence.
En mars 2013, Hulu déménage son siège social de Los Angeles au premier étage du 2500 Broadway à Santa Monica et occupe 95 000 pieds carrés (8 826 m2) aménagés par Gensler. Le 12 juillet 2013, Disney, NBCUniversal et Fox stoppent le processus de vente de Hulu et annoncent un investissement de 750 millions de dollars. Le 17 décembre 2014, Disney-ABC renégocie son contrat avec Hulu et ajoute deux nouvelles séries X-Men et Resurrection.
Le 2 mai 2016, Hulu annonce qu'il prévoit de proposer des petits bouquets de télévision payante avec des chaînes de direct provenant de Disney et 21st Century Fox. Le 16 juin 2016, Hulu signe un accord avec le Disney-ABC Television Group lui permettant de diffuser en streaming plus de 500 épisodes et plus de 20 films originaux de Disney Channel, Disney Junior et Disney XD. Le 3 août 2016, Time Warner achète une participation de 10 % dans Hulu pour 583 millions de dollars, valorisant l'entreprise à près de 6 milliards,. Le 1er novembre 2016, Hulu annonce l'ajout des chaînes ESPN, ABC et Fox à son service en ligne et la création d'un service de télévision par internet en direct pour 2017,,,. Le 27 décembre 2016, Hulu ajoute 50 films familiaux Disney à son catalogue à la suite d'un nouveau contrat de licence,,.
Le 26 novembre 2017, Disney annonce avoir perdu 100 millions de dollars pour le lancement du service Live TV d'Hulu. Le 9 août 2018, Hulu annonce des pertes de 357 millions de dollars pour le second trimestre, doublées par rapport au premier trimestre, totalisant environ 1,5 milliard de dollars de perte en un an. Le 9 novembre 2018, Disney dévoile le nom de son service de streaming prévu pour fin 2019, Disney+ et comprendra les productions Disney, Marvel, Star Wars, National Geographic et Pixar tandis que le service Hulu devrait être développé à l'international. Le 30 novembre 2018, AT&T annonce son intention de vendre sa participation de 10 % dans Hulu pour plus de 930 millions de dollars.
Le 20 janvier 2019, Disney reporte une perte de 580 millions de dollars liée à sa participation dans le service de streaming Hulu. Le 11 février 2019, Disney annonce quatre séries télévisées d'animation pour adultes de super héros Marvel sur Hulu : M.O.D.O.K., Hit-Monkey, Tigra et Dazzler et Howard the Duck. Le 27 février 2019, Disney est en pourparlers avec AT&T pour acheter la participation de 10 % de WarnerMedia dans Hulu, WarnerMedia cherchant à lancer son propre service de vidéo à la demande,,. Le 12 mars 2019, Hulu et Spotify signent un partenariat pour fournir dans un même abonnement les séries télévisuelles Hulu et les musiques associées sur Spotify pour concurrencer le forfait similaire d'Apple. Le 15 avril 2019, AT&T WarnerMedia vend sa participation de 10 % d'Hulu pour 1,43 milliard de dollars, laissant Disney majoritaire avec 66 % et NBCUniversal avec 33 %,,. Le 16 avril 2019, The New York Times rapporte dans une étude sur les principaux services de streaming qu'Hulu génère des revenus de 15 $ par mois pour son abonnement le moins cher de 6 $, soit un gain net de 9 $, loin devant ses concurrents et qui lui a permis de baisser ses tarifs de 2 $ en 2019. Le 20 avril 2019, Spotify et Hulu proposent une offre commune musique et vidéo pour 13 $ par mois afin de concurrencer le service d'Apple mêlant Apple Music et Apple TV+.

### Depuis 2019: Intégration à l'offre Disney
Le 25 avril 2019, Comcast chercherait à vendre sa participation de 30 % dans Hulu à Disney,,,. Le 14 mai 2019, Comcast annonce la signature d'un accord avec Disney pour la vente de sa participation dans Hulu à partir de janvier 2024, valorisant Hulu à 27,5 milliards de dollars au minimum,. Cet accord prévoit que Disney assume le contrôle d'Hulu, mais sans en détenir l'intégralité tandis que NBCUniversal pourra récupérer ses contenus. Un autre point est que la participation de Comcast ne pourra pas descendre en dessous des 21 % d'ici 2024 garantissant un rachat au minimum de 6,4 milliards. Le 19 mai 2019, le site Motley Fool analyse le nouveau statut d'Hulu, contrôlé par Disney, générant d'importants revenus grâce à la publicité et qui pourrait croître encore plus dans les années à venir. Les revenus générés par la publicité, sous la responsabilité d'une entité commune, associés à la consolidation avec les autres services de Disney, Disney+ et ESPN+, devraient permettre à l'industrie du streaming d'atteindre les 50 milliards d'USD en 2023 selon Randy Freer, CEO d'Hulu, comparativement aux 28 milliards de 2018. Le 12 juillet 2019, Disney annonce la fermeture du service FX+, diffusant le contenu de FX et FXX, et son transfert sur le service Hulu à compter du 20 août 2019, quelques mois avant le lancement du service Disney+, prévu en novembre,.
Le 31 juillet 2019, Disney met en place une nouvelle organisation pour Hulu à la suite de sa prise de contrôle de mai 2019 et place l'équipe de développement des scénarios originaux sous la responsabilité de Walt Disney Television au côté de Disney Television Studios,. L'équipe chargée des scénarios non originaux et autres produits sous licence reste elle sous la responsabilité de Walt Disney Direct-to-Consumer and International. Le 6 août 2019, Disney confirme la disponibilité d'un abonnement couplé Disney+/ESPN+/Hulu à 12,99 USD par mois à partir du 12 novembre 2019. Le 11 octobre 2019, Disney annonce que le service de vidéo à la demande indien Hotstar, qui a déjà des déclinaisons aux États-Unis, au Canada et Royaume-Uni, servira de plateforme de base puisque Disney+ et Hulu ne seront pas proposés en Inde. En décembre 2019, le site Motley Fool poursuit son analyse en expliquant que l'accord de vente de Comcast permet à Disney d'utiliser Hulu comme un service équivalent et complémentaire à Disney+.
En février 2020, Bob Iger annonce un déploiement à l'international en 2021. Le 10 décembre 2020, Disney annonce le lancement de la catégorie Star de Disney+ le 23 février 2021 au Canada, en Europe de l'Ouest, en Australie, en Nouvelle-Zélande et à Singapour qui proposera les contenus plus adulte de Hulu à l'international.
Le 7 juin 2021, Disney et Comcast ont demandé une médiation un an avant un possible rachat des 33 % de Comcast par Disney, Comcast suggérant que Disney a intentionnellement stoppé le développement de la marque à l'international au profit de Star  afin de réduire la valeur de Hulu.
Le 12 mai 2023, Bob Iger, directeur de l'empire Disney annonce la fusion de la plateforme avec celle de Disney+ en une seule application et prendra effet fin 2023.
Le 2 novembre 2023, The Walt Disney Company annonce avoir racheté les 33% de participations à Comcast sur la participation de la plateforme pour une sommes de 8.6 milliards de dollars.
Le 06 aout 2025, il est annoncé que l'application du service sera supprimée à partir de 2026 suite à la fusion entre Disney + et Hulu en une seule application. Par la même occasion, il est également annoncé que le service va remplacer le service Star à l'international fin 2025.

### Histogramme de l'actionnariat
- 21st Century Fox
- NBCUniversal (Comcast)
- Providence
- Disney
- WarnerMedia

## FX sur Hulu
FX sur Hulu (FX on Hulu) est une chaîne virtuelle incluse dans l'abonnement Hulu et accessible uniquement via le service. Elle a été lancée en mars 2020, à la suite du rachat de la chaîne câblée FX et l'obtention du contrôle total de Hulu par The Walt Disney Company.
Cette chaîne propose la majorité des séries diffusées sur les chaînes câblées FX et FXX et propose également les séries en cours, le lendemain de la diffusion d'un nouvel épisode.
FX sur Hulu propose également des séries originales produites par la chaîne, mais diffusées, dans un premier temps, exclusivement sur le service. Contrairement aux autres séries originales d'Hulu, ces séries sont bien présentées comme des séries originales d'FX malgré leur diffusion originale sur le service.
À partir de 2022, les créations FX sur Hulu deviennent des créations FX, qui sont considérées comme des séries originales FX sur la plateforme Hulu, à la suite de l'exploitation de la marque FX dans les autres pays sur le service Disney+.

## Controverse sur la propagande israélienne sur Hulu
Hulu a fait l’objet de vives critiques pour avoir diffusé du contenu perçu comme de la propagande israélienne. Un article de Vice a souligné que Hulu a diffusé une propagande liée au conflit Gaza-Hamas, que de nombreux téléspectateurs ont trouvée controversée. Cela a conduit à des appels au boycott de Hulu et de sa société mère, Disney, qui détient une participation majoritaire dans Hulu et contrôle donc la grande partie de son contenu.

## Programmation originale

### Séries télévisées
- Battleground (en) (2012)
- Les Doozers (The Doozers) (2013-2014)
- The Confession (2011)
- East Los High (2013-2017)
- The Awesomes (2013-2015)
- Quick Draw (2013-2014)
- RIP : Fauchés et sans repos (Deadbeat) (2014-2016)
- The Hotwives (2014-2015)
- Selfie (2014 - épisodes 8 à 13 ; épisodes 1 à 7 sur ABC)
- The Neighbors (2015)
- Difficult People (en) (2015-2017)
- The Mindy Project (2015-2017 ; 2012-2015 sur Fox)
- Casual (2015-2018)
- 22.11.63 (11.22.63) (2016)
- The Path (2016-2018)
- Freakish (2016-2017)
- Chance (2016-2017)
- Shut Eye (2016-2017)
- The Handmaid's Tale : La Servante écarlate (The Handmaid's Tale) (depuis 2017)
- Future Man (2017-2019)
- Runaways (2017-2019)
- The Looming Tower (2018)
- All Night (en) (2018)
- The Bravest Knight (2019)
- Unreal (2018 ; 2015-2018 sur Lifetime)
- Castle Rock (2018-2019)
- Into the Dark (depuis 2018)
- Light as a Feather (depuis 2018)
- PEN15 (en) (depuis 2019)
- Shrill (depuis 2019)
- The Act (depuis 2019)
- Ramy (depuis 2019)
- The Bravest Knight (2019)
- Veronica Mars (2019 ; 2004-2007 sur UPN / The CW)
- Quatre mariages et un enterrement (en) (Four Weddings and a Funeral) (2019)
- Wu-Tang: An American Saga (depuis 2019)
- Dollface (depuis 2019)
- Looking for Alaska (2019)
- Reprisal (2019)
- High Fidelity (2020)
- Little Fires Everywhere (2020)
- Solar Opposites (depuis 2020)
- The Great (2020)
- Crossing Swords (depuis 2020)
- Love, Victor (depuis 2020)
- Woke (depuis 2020)
- Animaniacs (depuis 2020)
- Monsterland (depuis 2020)
- Helstrom (2020)
- M.O.D.O.K. (dès le 21 mai 2021)
- How I Met Your Father (janvier 2022)
- The Hardy Boys (depuis 2020)
- The Orville: New Horizons (juin 2022)
- This Fool (2022)

#### Prochainement
- Black Cake (AED)
- Career Opportunities in Murder & Mayhem (AED)
- Class of '09 (AED)
- Anatomie d'un divorce (Fleishman Is in Trouble) (AED)
- Immigrant (AED)
- The Plot (AED)
- Reasonable Doubt (AED)
- Saint X (AED)
- Shōgun (AED)
- Tell Me Lies (AED)
- Tiny Beautiful Things (AED)
- Washington Black (AED)
- The Full Monty (AED)
- Reboot (AED)
- Unprisoned (AED)
- Up Here (AED)
- Koala Man (AED)
- Standing By (AED)
- Legacy: The True Story of the LA Lakers (AED)
- Untitled The 1619 Project docuseries (AED)
- History of the World, Part II (AED)
- Futurama (saison 8, continuation) (AED)

### Séries OriginalsFX
- Devs[63] (mini-série dramatique) (2020)
- Mrs. America[64] (2020)[65].
- A Teacher (en)[66] (mini-série basée sur le film A Teacher (en)(2020)
- American Horror Stories (depuis 2021)
- Y[67] (série basée sur Y, le dernier homme) (2021)
- The Premise (depuis 2021)
- Reservation Dogs (depuis 2021)
- The Old Man (depuis 2022)
- The Bear  (depuis 2022)
- The Patient (2022)
- Bienvenue à Wrexham (depuis 2022)
- Anatomie d'un divorce (mini-série) (2022)
- Sur ordre de Dieu (2022)
- Class of '09 (mini-série) (2023)

### Séries télévisées en co-production
- Mother Up! (2013-2014 ; coproduite avec Citytv)
- Les Filles de joie (Harlots) (depuis 2017 ; coproduite avec ITV Encore)
- Hard Sun (2018 ; coproduite avec BBC One)
- The First (2018 ; coproduite avec Channel 4)
- The Bisexual (2018 ; coproduite avec Channel 4)
- Holly Hobbie (2018-2019 ; coproduite avec Family Channel)
- Catch-22 (2019 ; coproduite avec Sky Italia)
- Utopia Falls (en) (depuis 2020 ; coproduite avec CBC Gem)
- No Man's Land (depuis 2020 ; coproduite avec Arte France)

### Docu-séries, émissions et divertissements
- The Morning After (en) (2011-2014)
- A Day in the Life (en) (2011-2013)
- Up to Speed (en) (2012)
- Spoilers with Kevin Smith (en) (2012-2014)
- Behind the Mask (en) (2013-2015)
- RocketJump: The Show (2015)
- Triumph's Election Watch 2016 (2016)
- I Love You, America with Sarah Silverman (en) (2017-2018)
- Vice Investigates (depuis 2019)
- The Weekly (en) (depuis 2019)
- Hillary (2020)
- Jawline (2019)

### Films
- 2023 : Les Blancs ne savent pas sauter (White Men Can't Jump) de Calmatic
- 2023 : Traquée (No One Will Save You) de Brian Duffield
- 2025 : O'Dessa de Geremy Jasper
- 2025 : Predator: Killer of Killers de Dan Trachtenberg
- 2025 : The Man In My Basement de Nadia Latif
- 2025 : Wild Speed Girl (Eenie Meanie) de Shawn Simmons